# Zane Huett
Zane Alexander Huett (Riverside, 9 maggio 1997) è un attore statunitense, noto maggiormente per il ruolo di Parker Scavo nella serie televisiva Desperate Housewives.

## Carriera
Zane è diventato famoso per la sua interpretazione di Parker Scavo nella serie televisiva dell'ABC Desperate Housewives, il figlio di Lynette e Tom Scavo. Egli interpretò il terzo figlio della coppia anche se Zane è più grande di sei mesi gli attori gemelli che hanno interpretato Porter Scavo e Preston Scavo, Shane e Brent Kinsman.
Ha lavorato anche in alcuni film come P.O.V.: The Camera's Eye, Mysterious Skin e Dear Lemon Lima.
Dal 2012 è entrato nel cast della serie televisiva Bloob.

## Premi
Tutti i premi (e relative nomination) sono stati ottenuti per la performance nella serie Desperate Housewives.
- Young Artist Awards
  - 2005 - Vinto Miglior giovane artista in una serie televisiva
- Screen Actors Guild Awards
  - 2007 - Nomination Miglior cast
  - 2008 - Nomination Miglior cast
  - 2009 - Nomination Miglior cast

## Filmografia

### Cinema
- P.O.V.: The Camera's Eye (2003)
- Just Another Day in the Neighborhood, (2004)
- Mysterious Skin, (2004)
- Dear Lemon Lima, (2009)
- Rock the house, (2010)

### Televisione
- Big Love, episodio 3x01 (2009)
- Desperate Housewives, 82 episodi (2004 - 2010)
- Blooob, ruolo ricorrente (2012 - in corso)

### Doppiaggio
- Desperate Housewives: il videogioco, voce di Parker Scavo (2006)

## Doppiatori italiani
Nelle versioni in italiano delle opere in cui ha recitato, Zane Huett è stato doppiato da:
- Lorenzo Ricci in Desperate Housewives - I segreti di Wisteria Lane